# 阿莱霍·卡彭铁尔
阿莱霍·卡彭铁尔（西班牙語：Alejo Carpentier，1904年12月26日—1980年4月24日）是古巴著名的小说家、散文家、音乐理论家、文学评论家和新闻记者。他将超现实主义与本地化相融合，全面反映了拉丁美洲大陆的实际，对拉美当代小说的繁荣发展有巨大影响，被尊称为拉美文学小说的先行者。
卡彭铁尔出生于瑞士洛桑，在古巴哈瓦那长大，尽管出生地是欧洲，但他仍然认定自己是古巴人。他曾到过法国，南美和墨西哥等许多地方，遇到许多知名人士。卡彭铁尔对拉丁美洲政治也很感兴趣，曾因他的左翼政治哲学遭到监禁。1980年他在巴黎去世，被安葬在哈瓦那的哥伦布公墓。
2004年卡彭铁尔百歲诞辰，古巴举行了隆重纪念活动。散文家兼文学评论家格拉谢利亚·波戈洛蒂认为卡彭铁尔的作品“以新的疑问激励着我们所有的人”。

## 主要著作
- 《人间王国》（1949）
- 《消逝的脚步》（1953）
- 《时间之战》（1958）
- 《光明世纪》（1962）
- 《方法论》（1974）
- 《巴洛克音乐会》（1974）
- 《春天的献祭》（1978）
- 《竖琴与阴影》（1979）